# 峮峮
峮峮（チュンチュン、拼音: Qūnqūn、1990年4月19日 - ）は、台湾の女性チアリーダー、タレント。台湾プロ野球中信兄弟のチアリーダー「熱情姉妹（Passion Sisters）」メンバー。宏将多利安所属のモデル。本名はウー・ハンチュン（繁体字:吳函峮、ご・かんくん、拼音: Wú Hánqūn、ウェード式：Wu² Han² Ch'un¹）。

## 経歴
南台科技大学商管學院（ビジネスマネジメント学部）行銷與流通管理系（マーケティング学科）卒業。
在学中、峮峮名義で『大學生了没』のレギュラー出演者（固定班底）。
中国科技大学管理學院（マネジメント学部）企業管理系（経営管理学科）卒業。
2010年、「無名小站」というSNSサイトの十大正妹（美女Top10）の投票で第8位に選ばれる。
2011年終わり頃から2012年にかけて、学業に集中するため芸能活動から遠ざかる。2013年に本格的に活動再開を決意。ニュースメディアの取材に対し、「私の好きな仕事は主にグラフィック、MV、ドラマ。展示会には向いていない」「約1年の不在の間私を支えてくれたネット上のファンの皆さんには、より良いパフォーマンスで応えていきたい」とコメントした。
2016年、台湾プロ野球の中信兄弟のチアリーダー・「熱情姐妹（Passion Sisters）」メンバーに就任。
2019年8月、自身初のソロ写真集『一見峮心』リリース。これは台湾のカメラマン黄天仁が北海道各地で撮影したもの。
2019年11月7日、野球の国際大会「プレミア12」の日本対台湾の試合のパブリックビューイング会場で（雨の降る中）応援ダンスを披露。
2019年12月31日、「第3回ももいろ歌合戦」に応援ゲストとしてVTR出演。
2020年4月21日、『スッキリ』で放送される。
その他、2019年12月と2020年3月には『週刊ヤングジャンプ』（集英社）の表紙とグラビアに登場。
2021年2月10日、1st写真集の日本語版『一見峮心 ～ひとめぼれ～』を発売。
2021年3月18日発売のムック『30plus プレミアムグラビアクイーン』（宝島社。ISBN 978-4-299-01501-3）に掲載される。
2022年6月29日には、2nd写真集『QUNing（チューニング）』の日本版を発売。

## 人物
趣味は旅行・美味しいものを食べること。日本の好きな場所はファミレス。たくさんの種類の料理が食べられるから。日本の好きなキャラクターはピカチュウ。

## 私生活
2020年6月、台湾のタレント黃鴻升と熱愛発覚と報道されたが、事務所は「いいお友達（好朋友）」と否定。
2020年9月16日、黃鴻升死去。同日、彼の父親が連絡が取れないために様子を見に行ったところ、浴室の外で倒れている状態で発見した。午前11時頃、台北市北投区付近の自宅から同市の警察と消防に助けを求め、通報。駆け付けた職員によると死後数時間が経過していたという。現場に薬物や酒はなく、争った跡や何者かが侵入した形跡もないことから、警察は突然死だとみている。
9月16日深夜、インスタグラムを更新し、次のような愛の告白をして黃鴻升との交際を認めた。
交際期間は1年半に及ぶ。
9月19日 - 21日、「お別れの会」に三日とも出席。25日の火葬、27日の納骨にも黄鴻升の家族らとともに参列。

## フィルモグラフィ

### テレビ番組（電視節目）
- 大學生了没
- 我愛黑澀會
- 鑚石夜総会
- 你猜你猜你猜猜猜
- 娯楽百分百
- 國光幫幫忙
- Power星期天
- 麻辣天后宮
- 綜藝大熱門
- 綜藝大集合
- 綜藝玩很大
- 綜藝三國智
- 星光雲！RUN新聞（ホスト。2021年から）
- 飢餓遊戲 - （ホスト。2021年から）

### ネットドラマ（網劇）
- 同居世代 - 阿飛の元カノ 役

### MV（音楽録像）
- 南拳媽媽 - 河流午後我経過（ヒロイン）
- 謝和弦 - 後青春是什麼挽歌（ヒロイン）
- 叮噹 - 一半（女2號 役）
- 吳若希 - 沒有你並無掛念
- 美秀集團 - 金光閃閃（應援女神：峮峮 役）

## 書籍

### 写真集
- 一見峮心 ～ひとめぼれ～ 日本語版（2021年2月10日、撮影：黄天仁、ポニーキャニオン）ISBN 978-4865293128
- 2nd写真集「QUNing（チューニング）」日本版（2022年6月29日、撮影：林予晞（アリソン・リン）、ポニーキャニオン）ISBN 978-4865293357

### デジタル写真集
- Passion Sisters（2019年12月5日、撮影：藤本和典、集英社） - デジタル限定 YJ PHOTO BOOK[21]
- 「一見峮心」Qun Qun's photobook 電子書籍版（2020年03月19日、台湾尖端出版 / ポニーキャニオン） - 1st写真集のアザーカット[22]